# Apodemus argenteus
Apodemus argenteus är en däggdjursart som först beskrevs av Coenraad Jacob Temminck 1844.  Apodemus argenteus ingår i släktet skogsmöss och familjen råttdjur. IUCN kategoriserar arten globalt som livskraftig. Inga underarter finns listade.

## Utseende
Vuxna exemplar är 6,5 till 10,0 cm långa (huvud och bål), har en 7 till 11 cm lång svans och väger 10 till 20 g. Bakfötterna är 1,7 till 2,0 cm långa och öronen är 1,1 till 1,5 cm stora. Den mjuka pälsen är på ovansidan rödbrun och undersidan är täckt av vit päls. Antalet spenar hos honor är fyra par. Apodemus argenteus har en diploid kromosomuppsättning med 46 kromosomer (2n=46).

## Utbredning
Denna skogsmus förekommer på alla stora öar i Japan och på flera mindre öar i samma region. I bergstrakter når arten 2500 meter över havet. Habitatet utgörs av olika slags skogar, främst med ett tjockt skikt löv på marken.

## Ekologi
Arten är mer trädlevande än Apodemus speciosus som likaså förekommer i Japan. Födan utgörs främst av frön som kompletteras med några insekter. Populationen är störst under sommaren och därför antas att parningen sker några veckor innan. Allmänt registrerades dräktiga honor mellan maj och oktober. Honan föder 2 till 6 ungar per kull, oftast 3 eller 4. Ungarna föds nakna och blinda. De öppnar sina ögon efter 12 till 14 dagar och de diar sin mor 18 till 21 dagar. Könsmognaden infaller för hanar efter 30 till 35 dagar.